# Bibhuti Roy
Bibhuti Roy es ingeniero. Es investigador en la Universidad de Bremen en el Departamento de Ingeniería y Ciencias de la Computación y profesor invitado en varias universidades internacionales. Los intereses de investigación incluyen capacitación basada en computadoras, desarrollo de planes de estudio, biotecnología para el suministro de agua, producción y almacenamiento descentralizados de energía y mantenimiento de instalaciones de producción de energía solar.

## Carrera
Roy nació en Pakistán Oriental. Completó su licenciatura de la Licenciatura en Ciencias en la Universidad Rajshahi. Continuó sus estudios de posgrado en la Universidad de Bremen y recibió un Ph.D.. 
Roy comenzó su carrera como asistente técnico de Vereinigte Flugtechnische Werke (VFW) GmbH en Bremen, diseñando las alas de aviones de combate, más tarde trabajando para Brown, Boveri y Cie (BBC) AG y también como dibujante técnico diseñando diagramas de circuitos eléctricos y como un becario en MBB - ERNO Raumfahrttechnik GmbH para realizar estudios de viabilidad sobre el uso de satélites con fines educativos. Trabajó como aprendiz en la Universidad de Bremen en el departamento de ingeniería de producción para realizar estudios de viabilidad sobre el uso de Electroerosión en el espacio. Continuó trabajando en la Universidad de Bremen en el campo del desarrollo de conceptos, organización y gestión de programas de grado orientados a la práctica para ingenieros de países en desarrollo.
Roy es miembro fundador del Grupo de Investigación Interdisciplinario (IRG) en la Universidad de Khulna y fue asesor de investigación de varias universidades, incluidas Koreatech, Corea del Sur, y la Universidad Internacional Daffodil en Daca, Bangladés.
Entre los proyectos, los más destacados son las instalaciones de formación y producción de energía solar, un hospital en Bangladés y un proyecto de suministro de agua para África.